# James De Mille
Œuvres principales
- L'Étrange Manuscrit trouvé dans un cylindre de cuivre

James De Mille, né le 23 août 1833 à Saint-Jean et mort le 28 janvier 1880 à Halifax, est un professeur à l'Université Dalhousie de Nouvelle-Écosse au Canada ainsi qu'un écrivain populaire qui publia de nombreuses œuvres de littérature populaire à la fin des années 1860 et dans les années 1870. Son roman le plus connu est L'Étrange Manuscrit trouvé dans un cylindre de cuivre (A Strange Manuscript Found in a Copper Cylinder), roman d'aventure satirique mettant en scène des dinosaures.

## Biographie
James De Mille naît à Saint-Jean, au Canada, le 23 août 1833. Il fait ses études à la Horton Academy à Wolfville, puis pendant un an à l'Acadia University. Il part ensuite en voyage en Europe avec son frère pendant six mois : tous deux séjournent en Angleterre, en France et en Italie. De retour en Amérique, James De Mille poursuit ses études à la Brown University et obtient un Master of Arts en 1854. Il se marie alors avec Anne Pryor, la fille du directeur de l'Acadia University, John Pryor. Il obtient un poste de professeur d'humanités classiques (Professor of Classics) à l'Acadia University. Il y enseigne jusqu'en 1865, année où il obtient un poste de professeur d'anglais et de rhétorique (Professor of English and rhetorics) à la Dalhousie University. James De Mille enseigne toute sa vie, mais obtient un succès et une réputation d'écrivain populaire pour ses romans. Il meurt à Halifax le 28 janvier 1880.

## Œuvres
James De Mille passe l'essentiel de sa vie à enseigner, ce qui ne l'empêche pas d'être avant tout connu pour ses romans. James De Mille est, de son vivant, l'un des auteurs de littérature populaire les plus appréciés de son temps. Il écrit des romans d'amour historiques, des romans de mœurs et des romans d'aventure situés dans des pays et des époques variés, ainsi que des intrigues reposant sur des mystères ou des faits sensationnels. Il est également l'auteur de deux séries de livres pour enfants.

## Liste des œuvres principales

### Romans

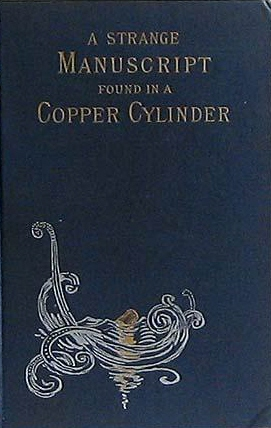
Couverture de L'Étrange manuscrit trouvé dans un cylindre de cuivre (1888).

- (date ?) : A Book for Boys : Containing Stories of Boys Who Won Their Way to Honor or Wealth by Obedience, Industry, and Piety
- (date ?) : Sweet Maiden of Passamaquoddy
- 1865 : The Martyr of the Catacombs : A Tale of Ancient Rome
- 1867 : Helena's Household : A Tale of Rome in the First Century
- 1868 : A Week at Forestdale, Being a Summer Idyl
- 1869 : A Castle in Spain
- 1869 : Cord and Creese
- 1870 : The Lady of the Ice
- 1871 : The Cryptogram
- 1872 : A Comedy of Terrors
- 1872 : The American Baron
- 1873 : The Dodge Club; or Italy in 1859
- 1874 : The Lily and the Cross : A Novel/Tale of Acadia
- 1873 : An Open Question
- 1873 : The Seven Hills
- 1873 : The Treasure of the Seas
- 1874 : The Living Link
- 1875 : Among the Brigands
- 1875 : The Babes in the Wood, a Tragic Comedy : A Story of the Italian Revolution of 1848
- 1877 : John Wheeler's Two Uncles, or Launching Into Life : A Story for Boys
- 1877 : The Winged Lion; or Stories of Venice
- 1883 : Old Garth : A Story of Sicily
- 1888 : A Strange Manuscript Found in a Copper Cylinder, publié d'abord en feuilleton à titre posthume dans le magazine Harper's Weekly, puis rassemblé en volume en 1888 chez Harper & Collins. Première traduction française : L'étrange manuscrit trouvé dans un cylindre de cuivre, traduction par Lauric Guillaud, Paris, Michel Houdiard éditeur, 2009.

### The B.O.W.C. Club Series
Cette série de romans pour la jeunesse compte 5 tomes :
- 1869 : The Brethren of the White Cross [The "B.O.W.C."] : A Book for Boys
- 1870 : The Boys of Grand Pre School
- 1870 : Lost in the Fog
- 1871 : Fire in the Woods
- 1872 : Picked Up Adrift

### Poèmes
- (date ?) : Nest of Pyrates : Pirate Verse from the Seven Seas
- 1893 : Behind the Veil. A Poem (posthume).

### Ouvrages savants
- 1877 : The Early English Church
- 1878 : The Elements of Rhetoric